# Guinzeling
Guinzeling település Franciaországban, Moselle megyében. Lakosainak száma 62 fő (2022. január 1.). Guinzeling Bassing, Domnom-lès-Dieuze, Lhor, Lostroff, Molring és Torcheville községekkel határos.

## Népesség
A település népességének változása:
| Lakosok száma | 110  | 78   | 58   | 75   | 71   | 70   | 69   | 66   | 65   | 62   |
|               | 1968 | 1982 | 1990 | 2006 | 2013 | 2015 | 2017 | 2019 | 2020 | 2022 |